# Andrea Bruno Mazzocato
Andrea Bruno Mazzocato (San Trovaso di Preganziol, 1 september 1949) is een Italiaans geestelijke en aartsbisschop van de Rooms-Katholieke Kerk. 
Mazzocato bezocht het Bisschoppelijk Seminarie van Treviso en werd op 3 september 1972 priester gewijd. Van 1972 tot 1977 was hij kapelaan in San Martino di Lupari. Hij behaalde vervolgens een licentiaat in de pastorale liturgie aan de Santa Giustina in Padua en een licentiaat in de godgeleerdheid aan de Katholieke Theologische Faculteit in Milaan.
Van 1977 tot 2001 was hij hoogleraar moraaltheologie aan het seminarie van Treviso. Vanaf 1990 was hij daar vice-rector en vanaf 1994 rector, van zowel het klein- als het grootseminarie. Hij werd in 2000 door paus Johannes Paulus II benoemd tot bisschop van Adria-Rovigo. In 2003 werd hij overgeplaatst naar de zetel van Treviso.
Op 20 augustus 2009 benoemde paus Benedictus XVI Mazzocato tot aartsbisschop van Udine, als opvolger van Pietro Brollo, die met functioneel leeftijdsontslag ging.